# SUSE Linux Enterprise Server
SUSE Linux Enterprise Server (SLES) är företagsversionen av SUSE Linux för säker, supporterad och certifierad serverdrift. SLES supportas med uppdateringar och 24/7 support från Novell i sju år. SLES 10 bygger på kernel 2.6 och finns för många plattformar såsom x86, AMD64, Intel EM64T,Intel Itanium, IBM POWER, IBM zSeries och IBM S/390. För skrivbordsanvändning rekommenderas SUSE Linux Enterprise Desktop. Certifierad hårdvara finns från olika leverantörer såsom IBM, Hewlett-Packard, Fujitsu-Siemens, SGI och Dell.
Nedan följer ett urval av det som inkluderas i SLES:
- Xen virtualisering
- YaST grafisk konfigurering av distributionen och dess tjänster mm
- Apache webbserver
- Samba fildelningstjänst
- FTP nedladdning och fildelningstjänst
- GNOME eller KDE grafiska användargränssnitt
- JBoss applikationsserver
- Tomcat applikationsserver
- MySQL databas
- PostgreSQL databas

Andra bastjänster:
- CUPS skrivartjänst
- DNS domänuppslagning
- DHCP utdelning av ip-adresser
- IMAP mailprotokoll
- NTP tidsserver
- SLP enheter och tjänster
- Postfix mailhantering
- PXE bootning via nätverk
- Proxy mellanlagring
- SNMP övervakning
- SMTP mailserver
- GCC för kompilering